# Burg Ahrbergen
Die Burg Ahrbergen ist eine abgegangene Höhenburg auf dem heutigen Kirchhügel der Kirche St. Peter und Paul über der Innerste in Ahrbergen, einem Ortsteil der Gemeinde Giesen im Landkreis Hildesheim in Niedersachsen.
Die Burg, die durch einen Palisadenzaun geschützt war, wurde um 1150 erbaut und bestand nur etwa 200 Jahre. In Ahrbergen wird am 8. Mai 1150 Cuno von Ahrbergen, einer der Zeugen bei der Belehrung des Grafen Hermann II. von Winzenburg durch Bischof Bernhard I. von Hildesheim, genannt. Von der ehemaligen Burganlage ist nichts mehr vorhanden.